# 宋璽
宋璽（1418年—？年），字廷玉，陝西西安府咸寧縣（今屬西安市）人，明朝政治人物。

## 生平
正統十年（1445年）乙丑科第三甲第五十五名進士。官至山東兗州府知府。

## 家族
曾祖宋希曾，祖宋學，父宋翬，母胡氏。